# Louis Baudouin Joseph Gruson
Pour les articles homonymes, voir Gruson (homonymie).
Louis Baudouin Joseph Gruson est un homme politique français né le 18 décembre 1747 à Lille (Nord) et décédé le 19 mai 1811 au même lieu.
Négociant, président de la chambre de commerce de Lille, il est désigné député du Nord le 8 mai 1811, et meurt quelques jours plus tard.

## Sources
- « Louis Baudouin Joseph Gruson », dans Adolphe Robert et Gaston Cougny, Dictionnaire des parlementaires français, Edgar Bourloton, 1889-1891 [détail de l’édition]